# Aiden Wilson Tozer
Aiden Wilson Tozer (21 tháng 4 năm 1897 – 12 tháng 5 năm 1963) là quản nhiệm, nhà thuyết giáo, tác giả, biên tập và diễn giả tại các hội nghị về Kinh Thánh. Để vinh danh ông vì những cống hiến, Tozer được trao tặng hai học vị tiến sĩ danh dự.

## Tiểu sử
Chào đời ở La Jose (nay là Newburg), một cộng đồng nông trang nhỏ ở miền tây tiểu bang Pennsylvania, khi còn là một thiếu niên, Tozer tiếp nhận đức tin Cơ Đốc tại Akron, tiểu bang Ohio. Trên đường về nhà từ chỗ làm là một công ty sản xuất vỏ xe, tình cờ nghe tiếng nói của một truyền đạo đang thuyết giảng trên đường phố: "Nếu bạn không biết làm sao để được cứu rỗi..... chỉ hãy kêu cầu Thiên Chúa". Về đến nhà, Tozer leo lên căn gác xếp, và làm theo lời khuyên của người truyền đạo.
Năm 1919, năm năm sau trải nghiệm qui đạo, không hề qua một chương trình đào tạo thần học chính thức nào, Tozer chấp nhận lời mời đến làm quản nhiệm một nhà thờ nhỏ. Đó là sự khởi đầu cho 44 năm mục vụ của ông, cộng tác với Hội Truyền giáo Phúc âm Liên hiệp (C&MA), một hệ phái thuộc trào lưu Tin Lành (Evangelical) trong cộng đồng Kháng Cách (Protestant); 33 năm trong quãng thời gian này, Tozer làm quản nhiệm cho nhiều hội thánh địa phương. Giáo đoàn đầu tiên ông đến quản nhiệm là một nhà thờ nhỏ ở mặt tiền phố tại Nutter Fort, tiểu bang Tây Virginia. Tozer là quản nhiệm cho nhà thờ Southside Alliance ở Chicago trong ba mươi năm (1928 - 1959), những năm cuối của cuộc đời ông đến quản nhiệm nhà thờ Avenue Road ở Toronto, Canada. Từ những trải nghiệm thuộc linh và từ những quan sát trong bốn mươi bốn năm mục vụ, Tozer nhận thấy rằng hội thánh đang trên đà rơi vào nguy cơ thỏa hiệp với tinh thần thế tục.
Năm 1950, Tozer được bầu chọn làm biên tập tạp chí Alliance Weekly, nay đổi tên là Alliance Life, cơ quan chính thức của giáo phái C&MA. Ngay trong bài xã luận đầu tiên đề ngày 3 tháng 6 năm 1950, ông đã viết:"Sẽ phải trả giá để có thể bước đi chậm rãi trong cuộc diễu hành của các thời đại, những người vội vã trong cuộc chạy đua với thời gian dễ dàng lẫn lộn động năng với tiến bộ. Song, cần phải trả giá cho những mục tiêu lâu dài, và người tín hữu Cơ Đốc thật không quan tâm đến bất kỳ điều gì khác hơn những mục tiêu ấy".
Có ít nhất hai trong số những cuốn sách ông viết, được xem là những tác phẩm Cơ Đốc kinh điển: The Pursuit of God và The Knowledge of the Holy. Ông cũng là tác giả của cuốn That Incredible Christian. How Heaven’s children live on Earth. Sách của ông hướng độc giả về sự cần thiết và tính khả thi cho một mối tương giao mật thiết với Thiên Chúa.
Sống cuộc đời giản dị và không quan tâm đến vật chất, Tozer và vợ, Ada Cecilia Pfautz, chưa bao giờ có xe hơi, mà chỉ sử dụng xe buýt và tàu lửa làm phương tiện đi lại. Khi đã là một tác giả Cơ Đốc nổi tiếng, Tozer dành phần lớn số tiền nhuận bút cho những người đang thiếu thốn.
Tozer có bảy người con, sáu trai và một gái. Sau khi qua đời, ông được an táng tại Akron, bia mộ chỉ ghi hàng chữ: "A. W. Tozer - Người của Thiên Chúa".
Cầu nguyện là nhân tố có tính sống còn đối với Tozer. "Sự giảng dạy và trước tác của ông chỉ đơn giản là sự nối dài của cuộc đời cầu nguyện", nhận xét của James L. Snyder, người viết tiểu sử Tozer trong tác phẩm In Pursuit of God: The Life Of A. W. Tozer. "Ông có biệt tài buộc người nghe phải đối diện với chính họ trong ánh sáng của lời Thiên Chúa đang phán bảo với họ", Snyder viết như thế về Tozer.
Leonard Ravenhill, một nhà trước tác, có lần nói về Tozer:"Tôi e rằng chúng ta không bao giờ có thể thấy ai khác được như Tozer. Những người giống ông không cần được đào tạo ở trường đại học, nhưng được dạy dỗ bởi Chúa Thánh Linh".

## Trích dẫn
Nhận xét về những nhà thờ hiện đại đang cố phát triển cách vội vã, Tozer cảnh báo:
- "Hoạt động tôn giáo của chúng ta cần phải sắp xếp như thế nào để chúng ta còn có thời gian mà vun trồng kết quả trong cô đơn và tĩnh lặng."
- "Cần tin quyết rằng Thiên Chúa không thể ban phước dư dật cho một người trừ khi ngài (đã rèn tập) người ấy bằng những tổn thương nghiệt ngã."[2]

Về mối tương giao giữa cá nhân ông với Thiên Chúa:
- "Tôi đã nhận ra rằng Thiên Chúa là thân tình và hào phóng, thật thoải mái khi chung sống với ngài."
- "Một vài người bạn gọi tôi cách chế giễu - những người khác với đôi chút cay đắng – là một người "thần bí". Tôi muốn nói đôi điều về tính thần bí mà người ta gán cho tôi. Nếu thiên sứ trưởng từ trời đến gặp tôi, nói chuyện với tôi, dạy dỗ và giáo huấn tôi, tôi sẽ tra vấn thiên sứ về nội dung mà hỏi rằng, "Tôi muốn biết những điều đó ở đâu trong Kinh Thánh, vì tôi không tin bất cứ sự dạy dỗ nào không có trong Kinh Thánh, hoặc đối nghịch Kinh Thánh, hoặc chỉ trông giống Kinh Thánh. Tôi tin rằng tôi phải nhấn mạnh vào điều Chúa muốn, và tiếp tục làm như thế để luận giải Kinh Thánh và để trung thành với Kinh Thánh. Ngay cả nếu tôi nhìn thấy ánh sáng lớn hơn ánh sáng mặt trời, tôi sẽ ngậm miệng lại mà không nói gì về chúng cho đến khi tôi kiểm tra chúng với sách Daniel và sách Khải Huyền và với các sách còn lại trong Kinh Thánh để xem chúng có phù hợp với chân lý không. Bởi vì tôi không tin bất cứ điều gì không phù hợp với Kinh Thánh hoặc chống lại Kinh Thánh."[3]

## Tác phẩm

### Sách
- Let My People Go
- Man: the Dwelling Place of God
- Paths to Power
- The Divine Conquest
- The Knowledge of the Holy, (1961) New York: Harper & Row, ISBN 0-06-068412-7
- The Pursuit of God, (1957) Camp Hill, PA: Christian Publications, ISBN 0-87509-522-4 (Online E-text Lưu trữ ngày 16 tháng 12 năm 2008 tại Wayback Machine)
- The Root of the Righteous
- Wingspread

### Các Ấn phẩm khác
Có nhiều bài thuyết giáo và các trước tác khác của Tozer được Christian Publications, Inc., xuất bản sau khi ông mất. Sau đây là danh sách chưa đầy đủ:
- The Attributes of God, Volume One with study guide by David E. Fessenden (1997) ISBN 0-87509-957-2
- The Attributes of God, Volume Two with study guide by David E. Fessenden (2001) ISBN 0-87509-988-2
- The Best of A. W. Tozer, Book 1 (1979) ISBN 0-87509-458-9
- The Best of A. W. Tozer, Book 2 (1995) ISBN 0-87509-594-1
- Christ the Eternal Son (1991) ISBN 978-1-60066-047-4
- Echoes from Eden: The Voices of God Calling Man (1981) ISBN 0-87509-227-6 Originally published as, The Tozer Pulpit Vol. 8: Ten Sermons on the Voices of God Calling Man
- Faith Beyond Reason ISBN 1-60066-033-9
- Gems from Tozer (1979) ISBN 0-87509-163-6
- God Tells the Man Who Cares (1992) ISBN 0-87509-508-9
- I Call It Heresy! (1974) ISBN 0-87509-209-8
- I Talk Back to the Devil: Essays in Spiritual Perfection (1990) ISBN 0-87509-437-6
- Jesus, Author of Our Faith (1988) ISBN 0-87509-406-6
- Jesus, Our Man in Glory (1987) ISBN 0-87509-390-6
- Knowledge of the Holy (1978) ISBN 0-06-068412-7
- The Knowledge of the Holy (1992) ISBN 0-06-069865-9
- The Knowledge of the Holy: The Attributes of God: Their Meaning in Christian Life (1997) ISBN 0-8027-2707-7
- Man: The Dwelling Place of God (1992) ISBN 0-87509-415-5
- The Pursuit of God ISBN 1-60066-015-0
- The Pursuit Of God With Study Guide ISBN 1-60066-106-8
- The Radical Cross (2005) ISBN 0-88965-236-8
- Renewed Day by Day: Daily Devotional (1980) ISBN 0-87509-292-6
- Signposts: A Collection of Sayings from A.W. Tozer ISBN 0-89693-583-3
- That Incredible Christian (1977) 0-84237-025-0
- Tozer on the Almighty God: A 366-Day Devotional ISBN 0-87509-972-6
- The Tozer Topical Reader (1999) ISBN 0-87509-838-X
- A Treasury of A. W. Tozer (1980) ISBN 0-8010-8851-8
- Warfare Of The Spirit ISBN 1-60066-059-2
- Whatever Happened to Worship? (1985) ISBN 0-87509-367-1
- When He is Come (1968) ISBN 0-87509-221-7
- Who Put Jesus on the Cross? (1975) 0-87509-212-8
- The Worship-Driven Life: The Reason We Were Created (2008) ISBN 1-85424-877-4